# Rørskoven
|  | Denne artikel er oprettet af botten Steenthbot ud fra en ekstern database. Den kan derfor have sproglige fejl eller mangler. Denne skabelon kan fjernes efter kontrol af indholdet. |

Rørskoven er en dansk undervisningsfilm fra 1964 instrueret af Tue Ritzau efter eget manuskript.

## Handling
Dyrenes liv mellem sivene i skovsøen. Filmen viser fuglelivet i rørskoven året igennem. Følgende fugle er de hyppigst forekommende: Grågås, toppet lappedykker, blishøne, svane, sortterne, rørdrum, rørhøg, måge, skestork, rørspurv.